# エリマイス王国
エリマイス王国（Elymais）は、パルティア時代に現イランのフーゼスターン周辺に存在した王国。

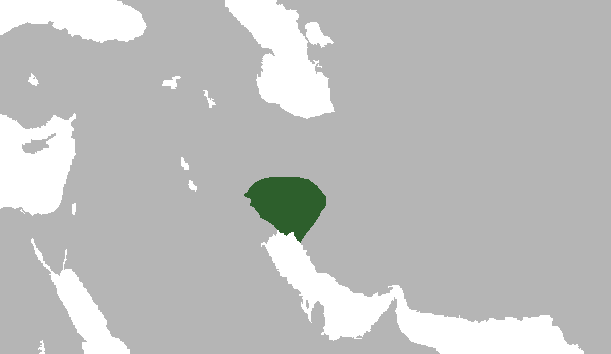
エリマイス王国領域地図

紀元前147年頃、エリマイス王カムナスキロス1世（カブネシュキール1世）がセレウコス朝支配下にあったスサ市を占領するなどして影響力を拡大したが、紀元前140年末頃にはパルティア王ミトラダテス1世によって制圧されパルティアの支配下に入った。その後セレウコス朝のパルティアに対する攻撃に合わせて反乱を起こしたが、間もなく鎮圧された。
パルティアが王位継承などの問題で政治混乱に陥った時に一時的に独立することもあったが、基本的にはパルティア内部の半独立国として存続した。パルティア内でエリマイスは独自にコインを発行していた。この時代のスサで発見されるコインの中ではエリマイス王国の発行したコインが最も多く見つかり、その経済的繁栄を偲ばせる。エリマイス王国の歴史についてはほとんど何も知られていないと言ってよく、コインの分析からの情報が、現在知られている歴史の大半である。コイン銘は基本的にギリシア語、パルティア語が用いられたが、エリマイス王国の域内ではアラム語の碑文も見つかっている。パルティアの他の勢力地と同じように多数の言語・文字が使用されていた。王名のカムサスキロス（カブネシュキール）のようにエラムに遡れる要素も見られる。
パルティアがサーサーン朝によって打倒されると、エリマイス王国もその支配下に入ったが、サーサーン朝は遥かに中央集権的な体制を築く動きをみせ、パルティア時代のような半独立国として存続することはできなかった。

## 主要な王

### カムナスキロス朝
- カムナスキロス1世ソテル （前147年頃）
- カムナスキロス2世ニケフォロス （前145年 - 前139年）
- オッコナプセス （前139年頃）
- ティグレオス （前138年 - 前133年頃）
- ダレイオス （前129年頃）
- カムナスキロス3世 （前82年 - 前75年頃）
- カムナスキロス4世 （前62年頃）
- カムナスキロス5世 （前36年頃）
- カムナスキロス6世（？）

### アルサケス朝
- オロデス1世
- オロデス2世
- フラーテス
- オロデス3世
- カムナスキロス・オロデス
- オロエス（?）